# Noël Joseph Clément
Noël Joseph Clément est un homme politique français né le 2 février 1757 à Nevers (Nivernais) et décédé le 1er septembre 1828 à Pougues-les-Eaux (Nièvre).

## Biographie
Noël Joseph Clément naît le 2 février 1757 à Nevers. Il est le fils de Pierre Clément, capitaine de cavalerie, exempt de la maréchaussée du Nivernais, et de son épouse, Jeanne Rabuteau.
Chef d'escadron dans la gendarmerie, il est maire de Pougues-les-Eaux et député de la Nièvre de 1815 à 1818, siégeant dans la majorité de la Chambre introuvable puis à droite. Il prend sa retraite comme colonel en 1819.
Il meurt le 1er septembre 1828 à Pougues-les-Eaux.